# Кравчик-головач
Кравчик-головач или кравчик, (лат. Lethrus apterus) — жук семейства Навозники-землерои (Geotrupidae). В отличие от своих близких родственников — навозников и копров, он питается не экскрементами травоядных животных, а травой. Кравчики живут в пределах южной лесостепи и степи.

## Описание

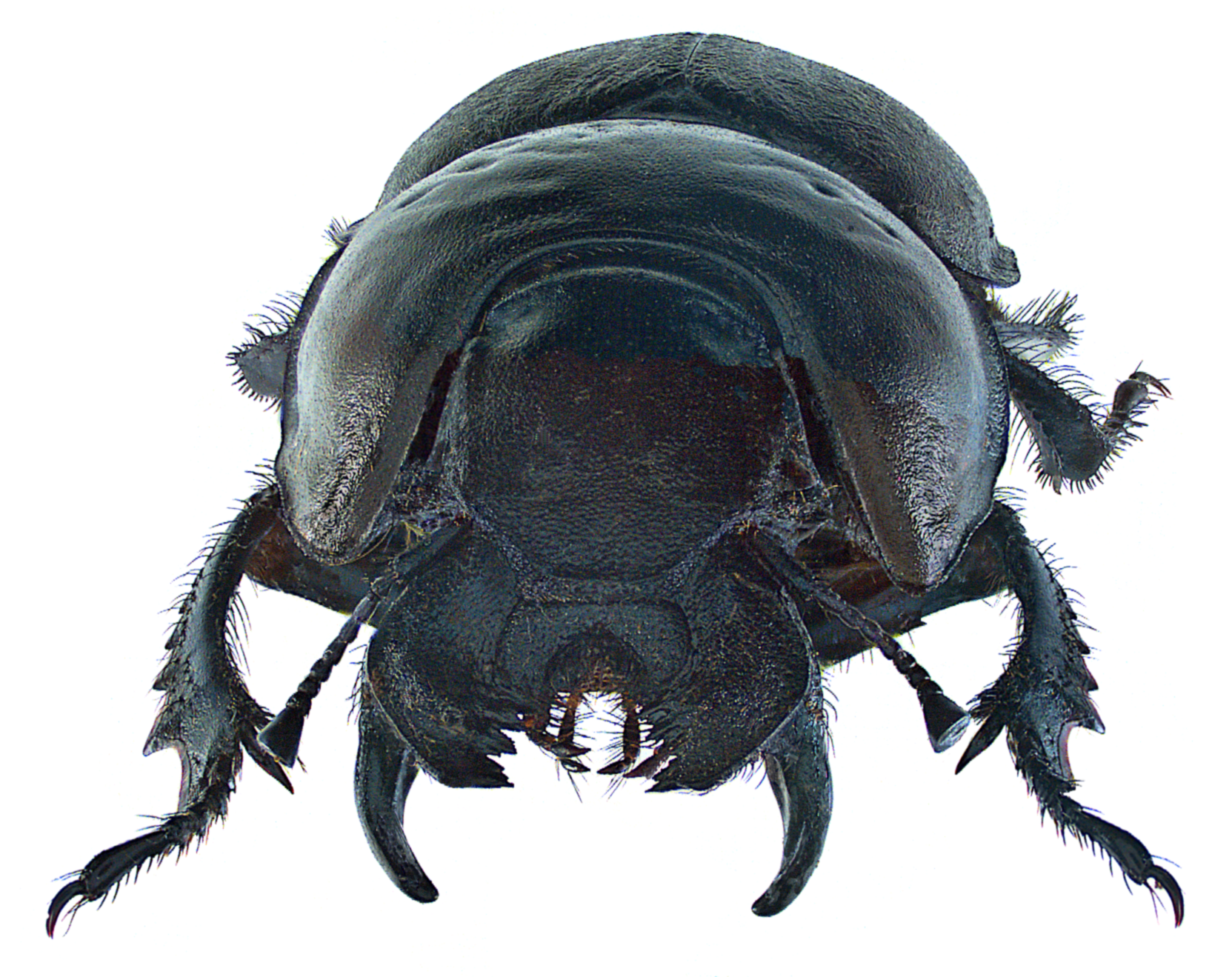
Самец. Вид спереди

Длина тела 12—24 мм. Окраска чёрная.
Кравчик имеет большую голову, а у самца под челюстями находятся длинные клыкоподобные отростки. Отростки используются в брачных играх и для запугивания соперников и врагов. Надкрылья укорочены, крыльев нет. Конечности относительно длинные.

## Экология и местообитания

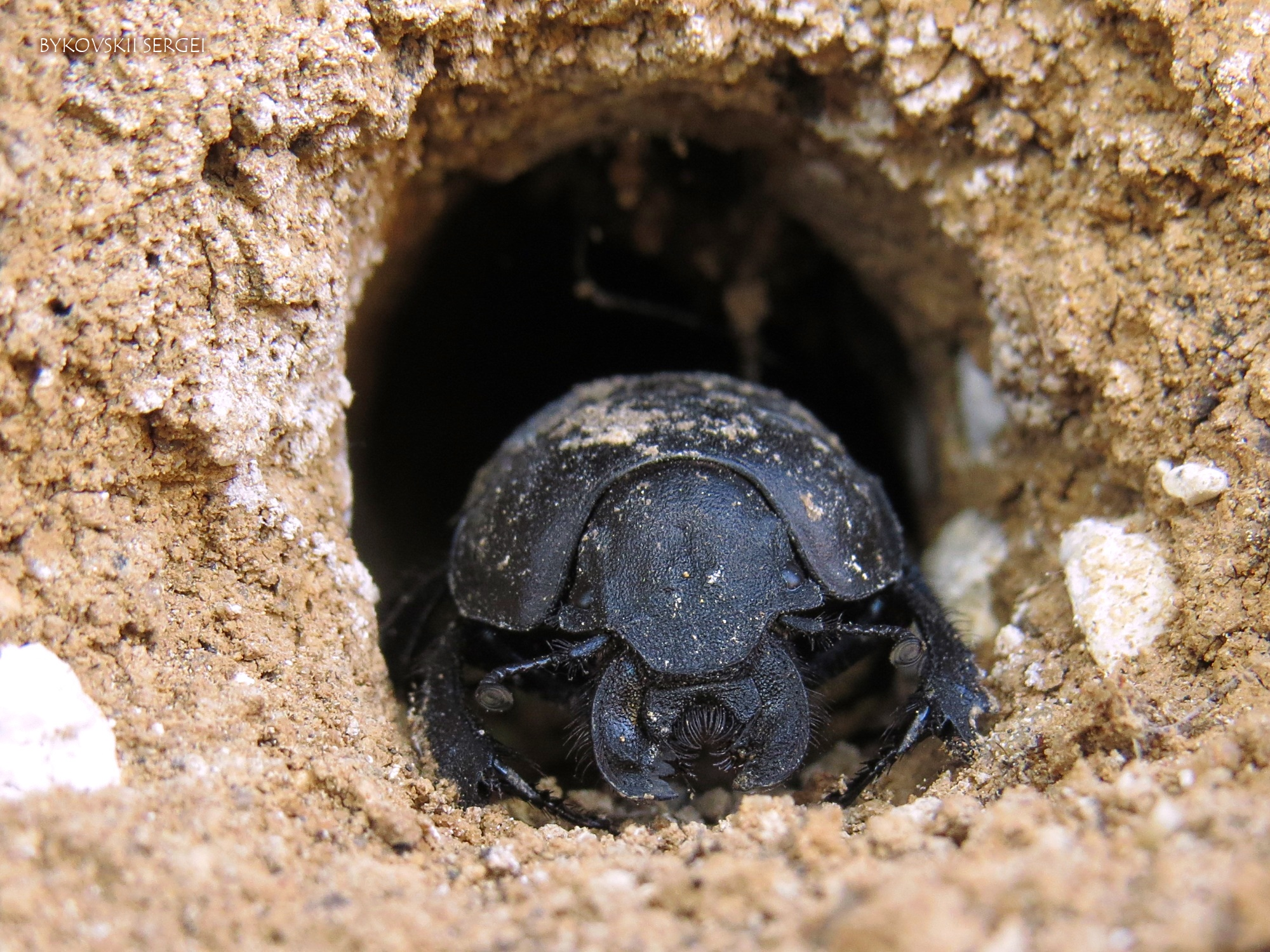
Жук у входа в норку

Весной жуки (и самцы и самки) роют в земле норки. По бокам норы делается несколько ответвлений (ячеек), в которые самка откладывает достаточно большие (6—8 мм) яйца (8—11, максимум 20 яиц). Ячейки наполняются утрамбованными зелеными частицами растений (растения заготавливают оба пола) и норка опять закапывается. После этого часть жуков отмирает, а часть остается в норах и в состоянии диапаузы находится до следующей весны.
Заготавливая корм для потомства, жуки очень вредят полям, огородам, пастбищам и, особенно, виноградникам. Они сгрызают почки, листья, молодые побеги и всходы. Один жук за день может срезать 10 побегов винограда. Очень страдают от кравчиков пропашные сельскохозяйственные культуры: кукуруза и подсолнух.
В закрытых норах заготовленный утрамбованный корм начинает бродить, обрабатывается грибками и бактериями и постепенно превращается в своеобразный силос. Именно этим силосом питаются личинки жуков, которые достаточно быстро развиваются и уже через три недели окукливаются, а еще через 10—12 дней из куколок выходят жуки. Молодые жуки проводят в куколочной камере конец лета, осень и зиму, и только весной вылезают на поверхность.